# Saint-Louis-de-Gonzague (Beauharnois-Salaberry)
Pour les articles homonymes, voir Saint-Louis et Saint-Louis-de-Gonzague.
Saint-Louis-de-Gonzague (anciennement Rocqueville) est une municipalité de paroisse située dans la municipalité régionale de comté (MRC) de Beauharnois-Salaberry au Québec (Canada). Elle se trouve dans le pays du Suroît, situé dans la région administrative de la Montérégie.

## Toponymie
Elle est nommée en l'honneur du jésuite italien Louis de Gonzague.

## Histoire
Ce territoire rattaché à la seigneurie de Beauharnois, est, au début de la colonisation, surtout habité par des familles d'immigrants écossais d'abord établies à Saint-Timothée, aux Cèdres et à l'île Perrot. L'endroit s'appelle alors Rocqueville (Rocque-ville ou Larocqueville) en l'honneur d'un commerçant, Charles Larocque, qui y construit le premier magasin du village. En 1845, la paroisse catholique de Saint-Louis-de-Gonzague, dont le nom honore Louis de Gonzague, est créée par détachement des paroisses voisines de Saint-Timothée et de Saint-Clément-de-Beauharnois. Quelques années plus tard, en 1855, est officiellement érigée la municipalité de Saint-Louis-de-Gonzague.

## Géographie
Saint-Louis-de-Gonzague est située sur la rive droite du canal de Beauharnois au centre du pays du Suroît. Elle occupe également une mince bande au sud de l'île de Salaberry, laquelle fait partie en majorité de la ville de Salaberry-de-Valleyfield, capitale du Suroît. Le territoire de la municipalité est ainsi borné au nord par Salaberry-de-Valleyfield et effleure la ville de Beauharnois au nord-est. Il est limité à l'est par Saint-Étienne-de-Beauharnois, au sud-est par Très-Saint-Sacrement, au sud par Ormstown et à l'ouest par Saint-Stanislas-de-Kostka. Le territoire couvre une superficie de 89,15 km2 dont 78,29 km2 sont terrestres. Le relief est plat, étant dans les basses-terres du Saint-Laurent. Le village est situé à une altitude de 42 mètres, le point le plus haut est à la butte de Landreville (53 mètres) alors que le point le plus bas dans un creux entre le canal et la rivière est à 38 mètres. La rivière Saint-Louis traverse le nord du territoire de l'ouest vers l'est. Les ruisseaux Himbault et du Grand Tronc drainent les secteurs agricoles avant de se jeter dans la rivière Saint-Louis. Plusieurs zones humides s'insèrent entre le talus parallèle au canal et la rivière Saint-Louis.

## Démographie
Au recensement de 2016, Saint-Louis-de-Gonzague compte 1 481 habitants, appelés Gonzaguois. La population connaît une hausse de 92 personnes (6,6 %) entre 2011 et 2016. La densité brute de la population est de 18,6 habitants/km2 pour l'ensemble de la municipalité. Le parc résidentiel s'élève à 602 logements privés, dont 580 sont occupés par des résidents habituels. La population locale semble fluctuante à long terme, depuis 1991.
| 1991  | 1996  | 2001  | 2006  | 2011  | 2016  | 2021  |
| ----- | ----- | ----- | ----- | ----- | ----- | ----- |
| 1 413 | 1 380 | 1 357 | 1 404 | 1 389 | 1 481 | 1 950 |

## Administration

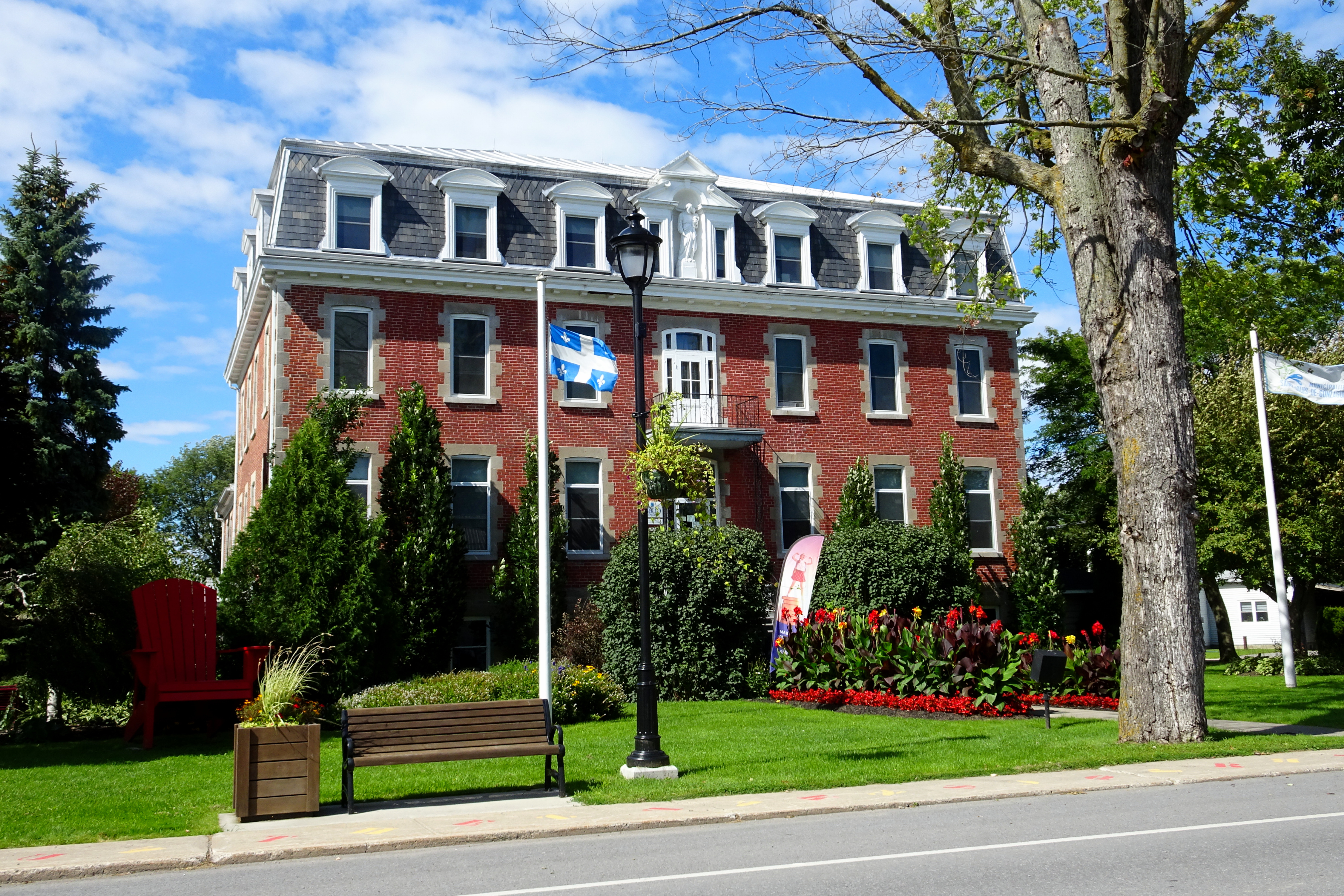
Hôtel de ville de St-Louis-de-Gonzague

Le conseil municipal comprend le maire et six conseillers. Les élections municipales ont lieu tous les quatre ans en bloc et suivant des districts. Le maire actuel est Yves Daoust, et ce, depuis plus de vingt ans,. En tant que municipalité de paroisse, Saint-Louis-de-Gonzague est régie par le Code municipal. La municipalité est rattachée à la MRC de Beauharnois-Salaberry. À l'élection de 2013, l'ensemble du conseil municipal est élu sans opposition.
| Saint-Louis-de-Gonzague Maires depuis 2001                                                                           |             |         |          |
| Élection | Maire       | Qualité | Résultat |
| 2001 | Yves Daoust |         | Voir     |
| 2005 | Yves Daoust | Voir    |          |
| 2009 | Yves Daoust | Voir    |          |
| 2013 | Yves Daoust | Voir    |          |
| 2017 | Yves Daoust | Voir    |          |
| 2021 | Yves Daoust | Voir    |          |
| Élection partielle en italique Depuis 2005, les élections sont simultanées dans toutes les municipalités québécoises |             |         |          |

| Fonction/district | 2005-2009            | 2009-2013                 | 2013-2017                 | 2017-2021                  | 2021-2025                 |
| --- | -------------------- | ------------------------- | ------------------------- | -------------------------- | ------------------------- |
| Maire | Yves Daoust (a)      | Yves Daoust (78,0 %)      | Yves Daoust (a)           | Yves Daoust (a)            | Yves Daoust (a)           |
| 1. Domaine-du-Huard | Jacques Dignard      | François Leduc (84,3 %)   | François Leduc (a)        | François Leduc (a)         | François Leduc (a)        |
| 2. Sainte-Marie | Jules Julien (a)     | Jules Julien (a)          | Jean-François Poirier (a) | Jean-François Poirier (a)  | Jean-François Poirier (a) |
| 3. Boyer | Ronald McCaig (a)    | Daniel Pitre (a)          | Daniel Pitre (a)          | Julie Baillargeon (62,6 %) | Julie Baillargeon (a)     |
| 4. Saint-Thomas | Lucien Mercier (a)   | Lucien Mercier (85,5 %)   | Christian Brault (a)      | Christian Brault (a)       | Christian Brault (a)      |
| 5. Sud | Maurice Montcalm (a) | Maurice Montcalm (76,5 %) | Mélanie Genesse (a)       | Mélanie Genesse (a)        | Mélanie Genesse (a)       |
| 6. Émard-Les Cèdres | Paul Lavallière (a)  | Paul Lavallière (78,4 %)  | Paul Lavallière (a)       | Paul Lavallière (a)        | Paul Lavallière (a)       |
| Taux de participation | ...                  | 64 %                      | ...                       | ...                        | ...                       |
| (Entre parenthèses) Proportion des voix. (a) Élu sans opposition. * Élu au début du terme mais ayant quitté avant la fin du terme. ** Non élu au début du terme mais en cours de terme. |                      |                           |                           |                            |                           |

Au niveau supra-local, Saint-Louis-de-Gonzague est rattachée à la MRC de Beauharnois-Salaberry. La population locale est représentée à l'Assemblée nationale du Québec au sein de la circonscription québécoise de Beauharnois et à la Chambre des communes du Canada par la circonscription fédérale de Salaberry—Suroît (Beauharnois-Salaberry avant 2015).

## Urbanisme
Le territoire se compose principalement d'exploitations agricoles, surtout des fermes laitières. Le village se trouve aux environs du canal de Beauharnois et de la rivière Saint-Louis, en face du pont Saint-Louis-de-Gonzague qui donne accès à l'île de Salaberry et à Salaberry-de-Valleyfield. Le secteur des Cèdres regroupe des habitations dans la partie extrême ouest du territoire. La plus grande partie (87 %) des logements sont des maisons individuelles non attenantes. Les logements sont presque entièrement (96 %) habités par des occupants permanents.
La rue Principale (route 236) relie le village de Saint-Louis-de-Gonzague à Saint-Stanislas-de-Kotska à l'ouest et à Saint-Étienne-de-Beauharnois à l'est. La route 201 traverse le secteur des Cèdres en plus des hameaux d'Émard et de Landreville et se dirige vers Ormstown au sud. Les rangs du Cinq, du Trente et du Quarante assurent la desserte des aires agricoles.
Les rues Saint-Joseph, Saint-Thomas et Sainte-Marie sont les rues collectrices du noyau villageois.
En 2023, la Fiducie du patrimoine ontarien reconnait l'importance historique de l'école Saint-Louis-de-Gonzague et fait poser une plaque commémorative en son honneur.

## Économie
Près de 80 % de la population locale est active dans le domaine agricole, principalement dans l'industrie laitière. Saint-Louis-de-Gonzague fait partie de la région touristique de la Montérégie.

## Culture
L'église de Saint-Louis-de-Gonzague comporte des murs extérieurs en pierres grises. Elle s'étend sur une longueur de 126 pieds, une largeur de 66 pieds et une hauteur approximative de 28 pieds. Bâtie selon un style traditionnel québécois, elle se compose d'une large nef rétrécissante au niveau du chœur afin de laisser place à deux chapelles. Repeinte en 1987, l'intérieur est décoré avec des couleurs pastels.

## Société
Les catholiques peuvent pratiquer le culte à l'église Saint-Viateur.